# Escarpement de Mau
L'escarpement de Mau est un escarpement de faille qui court le long du bord ouest de la vallée du Grand Rift, au Kenya. Son sommet dépasse trois mille mètres d'altitude, et domine de plus de mille mètres le fond de la vallée du rift,.
Ses pentes sont couvertes par la forêt du même nom.
On y a trouvé les traces archéologiques de la culture d'Elmenteita.